# Kudumiyamalai
Kudumiyamalai oder Kudumiyan Malai (Tamil குடுமியான்மலை) ist ein Dorf mit ca. 2.500 Einwohnern im südindischen Bundesstaat Tamil Nadu.

## Lage
Kudumiyamalai liegt in einer Höhe von ca. 130 m ü. d. M. ungefähr 20 km westlich der Distrikthauptstadt Pudukkottai. Das beinahe tropische Klima ist meist schwülwarm; Regen fällt hauptsächlich in den Monsunmonaten Oktober bis Dezember.

## Bevölkerung
Die Einwohner von Kudumiyamalai sind nahezu ausschließlich Hindus; Angehörige anderer Religionen sind in Südindien unter der Landbevölkerung eher selten. Der weibliche Bevölkerungsanteil ist geringfügig höher als der männliche.

## Wirtschaft
Die Einwohner leben nahezu ausschließlich von der Landwirtschaft. Im Ortszentrum haben sich Kleinhändler und Handwerker angesiedelt, die auch von der guten Verkehrsanbindung profitieren.

## Geschichte
Die Gegend gehörte im Frühmittelalter zum Pallava-Reich, welches im 9. Jahrhundert allmählich vom wiedererstarkenden Chola-Reich übernommen wurde. Im 13. Jahrhundert übernahm die in Madurai ansässige Pandya-Dynastie die Macht, gab sie jedoch im 14. Jahrhundert an das Vijayanagar-Reich ab.

## Sehenswürdigkeiten
- Nördlich des Ortes befindet sich ein ca. 60 m hohes Felsmassiv, in dessen untere Zone im 9. oder 10. Jahrhundert ein Shiva-Heiligtum hineingehauen wurde. Dieses wurde in späterer Zeit um mehrere kleinere und größere Freibautempel erweitert; einer davon hat eine riesige Vorhalle (mandapa) im Vijayanagar-Stil.
- Auf dem Felsplateau steht der Murugai-Tempel, ein Freibautempel aus dem 13. Jahrhundert mit einer offenen und einer geschlossenen Vorhalle.